# الکساندر آلفونسوویچ گروسهایم
الکساندر آلفونسوویچ گروسهایم (به اوکراینی: Гроссгейм Олександр Альфонсович) (زاده ۶ مارس ۱۸۸۸- درگذشت ۴ دسامبر ۱۹۴۸). دانشمند معروف گیاه‌شناسی که به طبقه‌بندی – فلور استیک. 
یکی از بنیادگذاران و عضو فعال آکادمی علوم آذربایجان (۱۹۴۵). 
عضو مربوطه آکادمی علوم اتحاد جماهیر شوروی (۱۹۳۹) و عضو فعال (۱۹۴۶). 
سازمان و اولین مدیر مؤسسه گیاه‌شناسی (۱۹۳۶–۱۹۴۷). 
یکی از بنیادگذاران مدرسه علمی سیستماتیک و گوبوتانی، مؤلف سیستم تبارزایش گیاهان گلدار در قفقاز. 
برنده جایزه دولتی اتحاد جماهیر شوروی (۱۹۴۸).